# アイシン・コラボ
株式会社アイシン・コラボ（英: AISIN COLLABO Co.,Ltd.）は、愛知県刈谷市に本社を置く人材派遣企業。

## 概要
アイシンの100%出資子会社である。
アウトソーシング、人材育成・コンサルティング、人材派遣の事業を展開している。

## 沿革
- 1999年（平成11年）10月 - 設立。
- 2009年（平成21年）4月 - TSSシステムズがアイシン精機（現:アイシン）より事業移管。

## 事業所
- 本社 : 愛知県刈谷市昭和町2-3（アイシン事務本館内）
  - 刈谷スタッフセンター : 愛知県刈谷市八軒町1-70-1（オモテヤプラザ内）
  - 刈谷サービスセンター : 愛知県刈谷市東新町5丁目201番地
  - 西尾サービスセンター : 愛知県西尾市南中根町小割80番地（アイシン西尾工場内）